# ウリ・ジョン・ロート
ウリ・ジョン・ロート（Uli Jon Roth、1954年12月18日 - ）は、ドイツ・デュッセルドルフ出身のロック･ギタリストである。

## 人物
元スコーピオンズ、エレクトリック・サンのギタリスト。従来のギターに比べてフレット数が多く、より広音域での演奏を可能としたスカイ・ギターの考案者。
その風貌から、日本では「仙人」と称されることもある。イングヴェイ・マルムスティーンに多大な影響を与えたことでも知られ、間接的に現代のロック・ギターの奏法の基礎を築いた人物とも言える。
演奏活動と並行して世界各地で「スカイ・アカデミー」と題するセミナーを開催している。いわゆるギターの演奏技術を教えるギター・クリニックやワークショップとは異なり、音楽やギターに対する彼の哲学や考え方を伝える場で、ギターを弾ける人も、楽器を弾けない人も楽しめる内容となっている。

## 来歴
- 1954年12月、ロート家の長男として生まれる。
- 1956年6月、弟のジーノ・ロート(Zeno Roth)が生まれる。
- 1968年、ギターに目覚める。主にコピーバンド中心に活動していく。
- 1969年、ジミ・ヘンドリックスのライヴを観て衝撃を受け、トリオ編成のバンドを結成する。
- 1971年、ドーン・ロード結成。
- 1972年10月、父親死去。
- 1973年、マイケル・シェンカーのU.F.O.参加により一度解散したスコーピオンズの再結成に協力する。アルバム『電撃の蠍団 フライ・トゥ・ザ・レインボウ』において弱冠19歳でありながらも驚異的なテクニックを披露。
- 1976年、ジミ・ヘンドリックスの元恋人、モニカ・ダンネマンと出会う。
- 1978年春、スコーピオンズのメンバーとして初来日。その後、バンドを脱退する。
- 1979年、ウレ・リトゲン（ベース、現フェア・ウォーニング）、クライヴ・エドワーズ（ドラム）と共に「エレクトリック・サン」を結成する。
- 1983年、現在のウリの愛器「スカイ・ギター」の第1号を完成させる。
- 1986年、エレクトリック・サン活動休止。
- 1995年、ソロ活動で活動再開。
- 1996年、モニカ自殺。
- 1998年、ジョー・サトリアーニ主催の「G3」にてマイケル・シェンカーと共演。
- 2001年、ソロとして23年ぶりに来日。3都市3公演。トミー・ハート（ボーカル、フェア・ウォーニング）山本恭司（BOWWOW）らと共演。
- 2005年、破産宣告。
- 2008年11月、7年ぶりにソロ名義で来日公演を開催。4都市5公演。
- 2015年2月、7年ぶりの来日公演を開催。3都市3公演。24日には東京duo MUSIC EXCHANEGにてスカイ・アカデミーを開催[4]。
- 2016年10月9日、LOUD PARK 16でスコーピオンズのステージに客演[5]。
- 2019年1月、来日公演を開催。4都市4公演。
- 2023年7月、腎臓摘出手術により北米ツアーをキャンセル。2024年春頃に活動再開予定[6]。

## 概要

### スコーピオンズ以前
1970年代初頭に、「Dawn Road」というバンドを組んでいた。ウリを含めたそのメンバー4人が、クラウス・マイネ、ルドルフ・シェンカーと合流してスコーピオンズを再結成する。

### スコーピオンズ加入以降
精神世界と政治の両方の諸問題に深く傾倒するようになる。エレクトリック・サン時代の楽曲「Fire Wind」は暗殺されたエジプトのサダト大統領に捧げられたものである。

### 奏法
ジミ・ヘンドリックスに多大な影響を受けているが、ヴァイオリニストのヤッシャ・ハイフェッツ、ナタン・ミルシテイン等からの影響を告白している。ロックにアルペジオを本格的に導入した最初の人物とされ、分解コード奏法としていわゆるスウィープ奏法等も初期の活動からそれを技術として体得していた。正確無比なピッキングテクニックは驚異的ですらある。

### スカイ・ギター

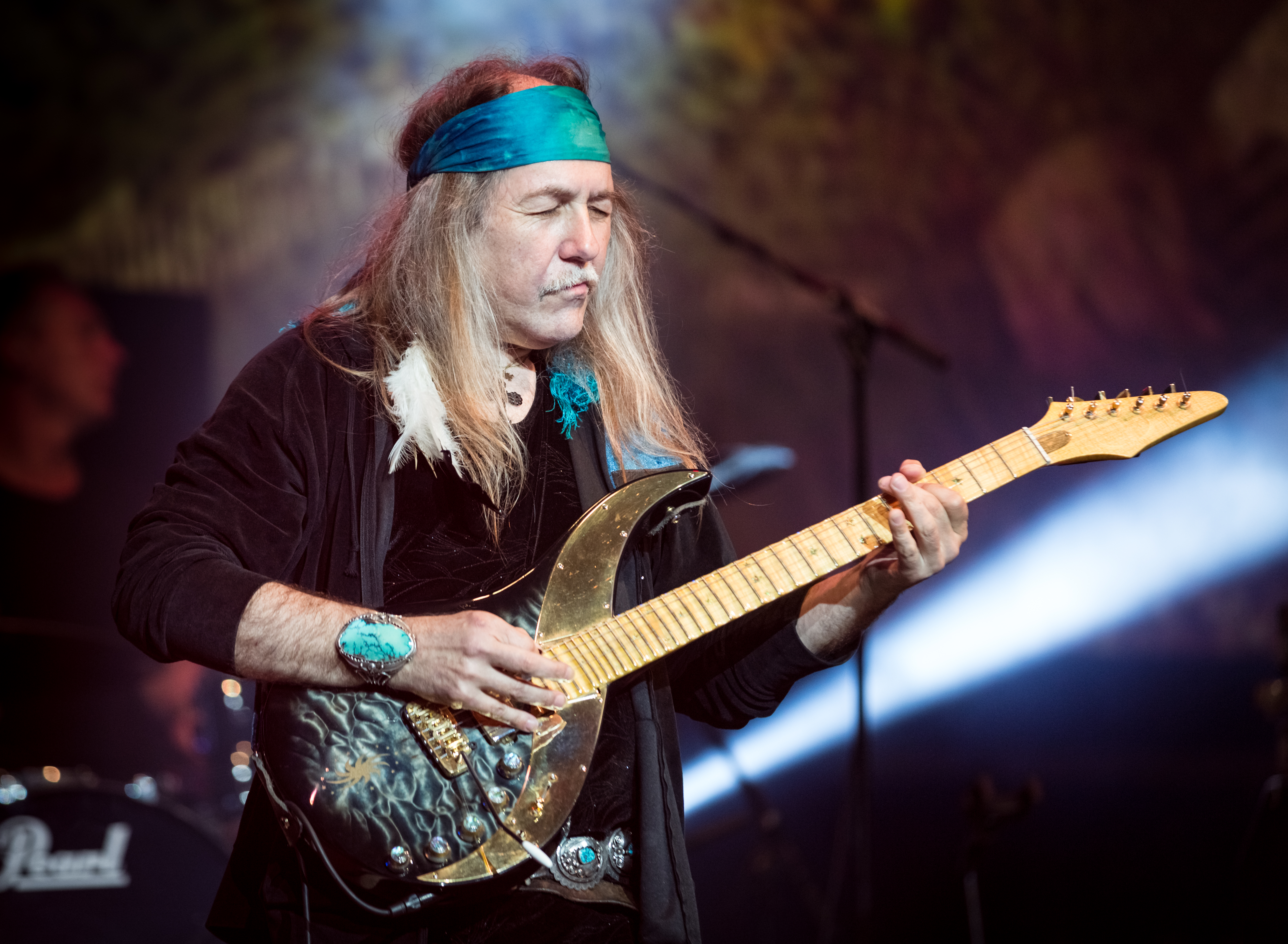
愛用のスカイ・ギター (2015年)

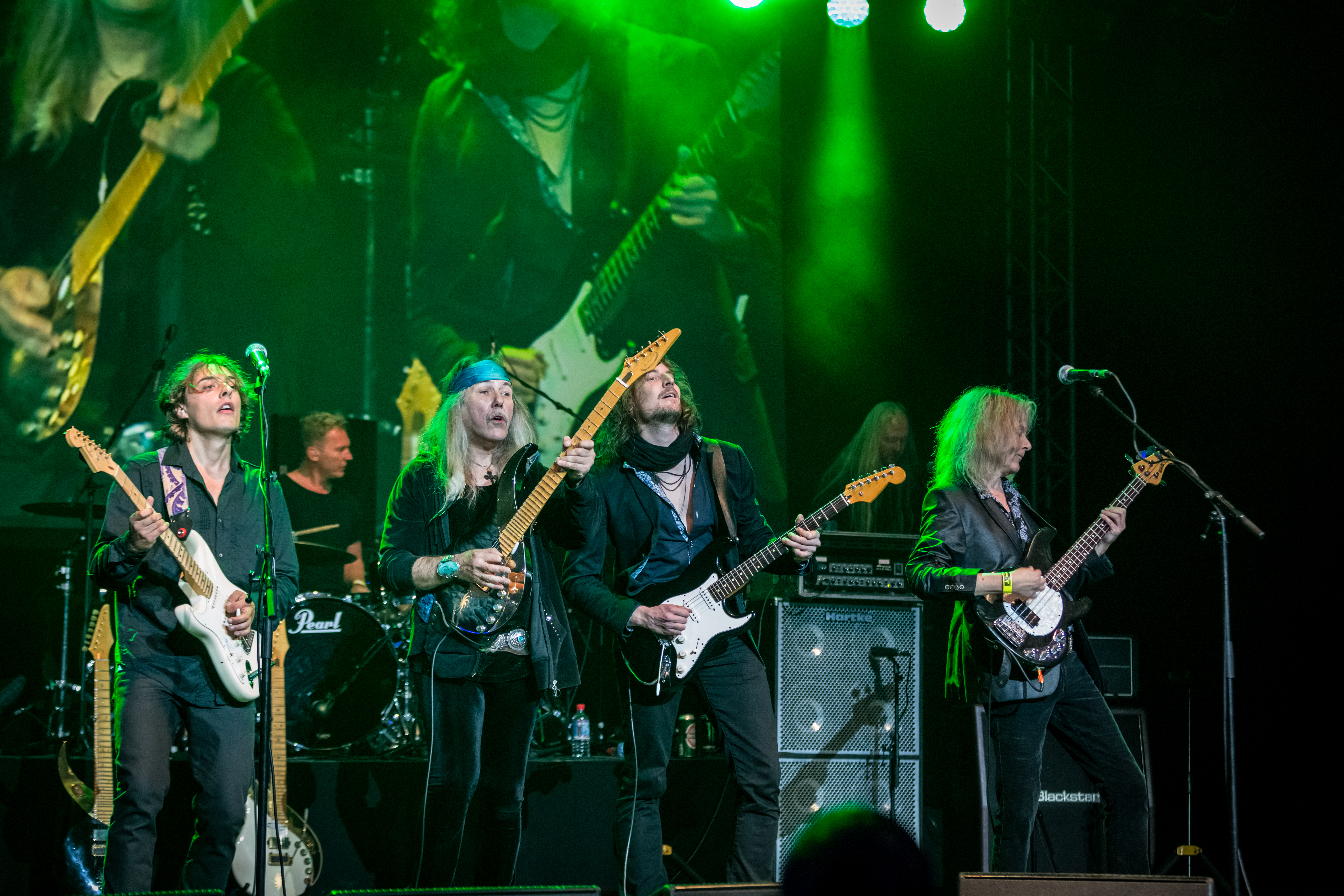
ウリ・ジョン・ロート バンド (2015年)

スコーピオンズ時代より、ヴァイオリン等の高音が出せる楽器の音を耳にして、本人曰く「より高い音を得たいという内なる欲求」を叶えるために、フェンダー・ストラトキャスターの指板を2フレット分延長して23フレットにする改造を試みていたが、さらにもっと高い音を得られるギターとして開発されたのが「スカイ・ギター」である。
初期のスカイ・ギターは6弦であったが、その後7弦のモデルも開発。「マイティ・ウィング」と呼ばれるピックアップは独自の構造でいわゆるハムバッカーではなく、コイルが4層になった特殊なもの。そのピックアップの開発者はウリの友人であるが、それについての構造など技術的なことは明かさない方針であるらしい。このピックアップはアクティヴとしてもパッシヴとしても稼動する。アクティヴ時の稼動電圧は18ボルトである。フレット数は32フレットあり、これまでに全ポジション半音刻み、高音部のみフレットレス等試行錯誤が続いたが、最終的には27フレット以降一音刻みのフレットの並びになっている。その間出せない半音は、隣の弦によって賄う、またはチョーキングによってカバーしている。指板は基本的にメイプル指板がメインとなっており、スキャロップド指板を採用している。深めに抉られた指板と太めのフレットと相まって、軽快なタッチでのフィンガリングとヴィブラートに寄与している。スカイ・ギターは後年に製造されるに従い、様々な改良が取り入れられている。
近年、6弦モデルのスカイ・ギターに自動チューニングシステム、パワーチューン(ギブソンの「ロボットギター」にも搭載されている機械的な方式の自動的に目的のピッチを感知し、モーターを内蔵させたペグにより自動的にチューニングを行うシステムの呼称)を装着している。
スカイギターによる初めての録音が収められているアルバムは『アストラル・スカイズ〜天空よりの使者』である。
以前はスカイ・ギターの模倣品が横溢していたことに憤慨していたウリだが、近年になってスカイ・ギターの市販に向けて前向きな姿勢を示すような発言をしている。メーカーに関しては、近年スカイ・ギターに組み込まれたロボット・ギターのシステムを採用しているギブソンをほのめかしている。
2010年、ディーンから50本限定でスカイ・ギターを発売することが、NAMM SHOWにて発表された。
2017年、スカイ・ギターは7弦ナイロンとのダブルネックや、ディレイ等のエフェクターを内蔵したモデルも発表されている。
尚、初期に制作された6弦スカイ・ギターの内の一本は、彼のファンであり友人でもあるフェア・ウォーニングのギタリストであるヘルゲ・エンゲルケに貸し出されていたが、後に返還されている。

### その他の使用機材
活動初期はヴィブラートユニット付きのギブソン・ファイアーバード。次にフェンダー・ストラトキャスターに移行している。本人によるとストラトキャスターを使っている理由はジミ・ヘンドリックスが使っていたからで、特に生前ジミ・ヘンドリックスの恋人だったモニカ・ダンネマンからジミ・ヘンドリックスが使っていた黒いラージヘッドのストラトキャスターを譲り受けている（そのストラトキャスターは弦もジミ・ヘンドリックスが使用していた時のまま一切交換せずに保存しているとのことである）。
使用していたストラトはアームバーをグリップが太く、長い物に交換する等、一部改造が加えられていた。
これは、かつて太いグリップのアームバーを装着していた事があるリッチー・ブラックモアからの影響とされ、ウリも認めてはているが、ウリ自身、リッチーのファンではないとのことである。
ストラト使用期の最後期はシェクター製のロック式トレモロユニットが装着され、もともと21フレットだった指板は23フレット仕様に拡張されている。近年の作品のレコーディングではストラトやレスポールも使用したらしい。
使用エフェクトは、VOXワウ・ペダル、ダラス・アービター・ファズ・フェイス、ユニヴァイブ（コピー機）、オクタヴィア（コピー機）、MXRカーボンコピー（アナログディレイ）、アイバニーズTS-9DX（オーヴァードライヴ）等を使用している。

## ディスコグラフィ

### ソロ名義
- From Here To Eternity (1998年) ※コンピレーション。1991年の未発表アルバム『Aquila Suite – 12 Arpeggio Concert Etudes for Solo Piano』を含む3枚組
- 『トランセンデンタル・スカイ・ギター〜天上の至楽』 - Transcendental Sky Guitar Vol. I & II (2000年) ※ライブ
- 『レジェンズ・オブ・ロック〜ライヴ・アット・キャッスル・ドニントン』 - Legends Of Rock: Live At Castle Donington (2002年) ※ライブDVD & CD
- 『メタモルフォシス〜天界の旅』 - Metamorphosis of Vivaldi's Four Seasons (2003年)
- 『ザ・ベスト・オヴ・ウリ・ジョン・ロート』 - The Best Of Uli Jon Roth (2006年) ※コンピレーション
- 『アンダー・ア・ダーク・スカイ』 - Under a Dark Sky (Sky of Avalon) (2008年)
- 『スコーピオンズ・リヴィジテッド』 - Scorpions Revisited (2015年)
- 『トーキョー・テープス・リヴィジテッド〜ウリ・ジョン・ロート・ライヴ・アット・中野サンプラザ』 - Tokyo Tapes Revisited - Live in Japan (2015年) ※ライブDVD & CD

### スコーピオンズ
- 『電撃の蠍団 フライ・トゥ・ザ・レインボウ』 - Fly to the Rainbow (1974年)
- 『復讐の蠍団 イン・トランス』 - In Trance (1975年)
- 『狂熱の蠍団 ヴァージン・キラー』 - Virgin Killer (1976年)
- 『暴虐の蠍団 テイクン・バイ・フォース』 - Taken by Force (1977年)
- 『蠍団爆発!! スコーピオンズ・ライヴ』 - Tokyo Tapes (1978年) ※ライブ

### エレクトリック・サン
- 『天地震動〜ジミ・ヘンドリックスの魂に捧ぐ』 - Earthquake (1979年)
- 『ファイヤー・ウインド』 - Fire Wind (1981年)
- 『アストラル・スカイズ〜天空よりの使者』 - Beyond the Astral Skies (1985年)

### スカイ・オブ・アヴァロン
- 『プロローグ〜天空伝説』 - Prologue to the Symphonic Legends (with Sky Orchestra) (1996年)

### 映像作品
- The Electric Sun Years Vol. I & II (part of the Historical Performances series) (2000年) ※DVD
- Legends Of Rock: Live At Castle Donington (2002年) ※DVD
- スコーピオンズ : Live at Wacken Open Air 2006 (2006年) ※DVD、ゲスト参加
- Tokyo Tapes Revisited (2016年) ※Blu-ray、DVD

## 関連書籍
- 『レジェンダリー・ギタリスト』 特集：ウリ・ジョン・ロート (2015年)

## 来日公演

### 単独公演（バンド）
スコーピオンズ
- Taken by Force Tour（1978年）
  - 4月23日・24日・27日 東京 中野サンプラザ
  - 4月25日 名古屋 名古屋市公会堂
  - 4月26日 大阪 フェスティバルホール

### 単独公演（ソロ）
ウリ・ジョン・ロート（公演）
- Japan Tour 2001（2001年）
  - 5月16日 大阪 御堂会館
  - 5月17日 名古屋 アートピアホール
  - 5月19日 東京 東京厚生年金会館
    - Special Guest - 山本恭司
- Japan Tour 2008（2008年）[注 2]
  - 11月07日 広島 広島クラブクアトロ
  - 11月09日 名古屋 ダイアモンドホール
  - 11月10日 大阪 なんばHatch
  - 11月11日・12日 東京 中野サンプラザ
    - Special Guest - マーティ・フリードマン（11日・12日）
- Scorpions Revisited Tour （2015年）
  - 2月19日 名古屋 ボトムライン
  - 2月20日 東京 中野サンプラザ
  - 2月22日 大阪 クラブクアトロ
- 50th Anniversary World Tour （2019年）
  - 1月21日 東京 中野サンプラザ
  - 1月22日 名古屋 ダイアモンドホール
  - 1月23日 大阪 BIG CAT
  - 1月24日 東京 神田明神ホール

### フェス
スコーピオンズ
- LOUD PARK 16（2016年）[注 3]
  - 10月08日 埼玉 さいたまスーパーアリーナ